# Trioxys soporensis
Trioxys soporensis är en stekelart som beskrevs av Shuja-uddin 1982. Trioxys soporensis ingår i släktet Trioxys och familjen bracksteklar. Inga underarter finns listade i Catalogue of Life.